# Alice Temperley
Pour les articles homonymes, voir Temperley.
Alice Temperley, née en Angleterre en 1975, est une créatrice de mode britannique basée à Londres.  Elle a lancé sa propre marque Temperley London en 2000.

## Carrière
Alice Temperley grandit dans le Somerset avant de partir faire ses études à Londres. Diplômée du Central Saint Martins College of Art and Design, elle obtient ensuite une maîtrise au Royal College of Art. En 2000, elle lance avec l'aide de son compagnon Lars von Bennigsen sa propre marque Temperley London. La première boutique ouvre ses portes en 2001 dans le quartier de Notting Hill où les bureaux de la marque sont toujours installés.
La maison Temperley compte également une ligne de robes de mariées appelée Temperley Bridal.
En 2010, une ligne bis est lancée sous le nom ALICE by Temperley. Il s’agit d’une ligne de vêtements contemporaine, plus décontractée et plus accessible.
À l’occasion de la collection Pre-Fall 2012, la maison Temperley a lancé le projet « ALICE by Temperley, Talent » qui vise à soutenir de jeunes artistes. Chaque saison, de nouveaux talents seront mis à l’honneur au travers d’un film collaboratif dans lequel l’artiste sélectionné pourra présenter et interpréter la collection ALICE by Temperley à sa manière. La première collaboration a eu lieu avec la chanteuse Isabel.

## Récompenses
Le Central Saint Martins College of Art and Design lui décerne le Prix de l’Innovation. Elle est élue « English Print Designer of the Year 1999 » par Indigo, Paris. En 2004, elle est élue « Young Designer of The Year » par le magazine Elle.  En 2005, c'est au tour du magazine Glamour UK de la nommer « Fashion Designer of The Year ».
En 2011, elle est faite Membre de l’Ordre de l’Empire britannique (MBE) pour services rendus à la mode. Cette année-là, elle reçoit également le prix de « Designer of the Year » lors des Hollywood Style Awards.
De nombreuses personnalités portent les créations de la marque Temperley : la duchesse de Cambridge, Pippa Middleton, Jennifer Lopez, Heidi Klum, Reese Witherspoon, Emma Roberts, Emma Watson, Jessica Alba, Beyonce et Sienna Miller.